# MONO NO AWARE
MONO NO AWARE（モノノアワレ）は、日本の4人組ギターポップ・バンド。2013年結成。
バンド名は「もののあはれ」で、メンバーが言葉の響きや意味を好んだうえに、バンドの音楽性に合っていると判断したことから付けられた。

## メンバー
| 名前                              | 備考 |
| --------------------------------- | --- |
| 玉置 周啓 （たまおき しゅうけい） | - 1993年12月5日生まれ。 - 担当 : ボーカル、ギター - 東京都八丈島出身 - アコースティックユニット「MIZ」のメンバー。 |
| 加藤 成順 （かとう せいじゅん）   | - 1993年4月10日生まれ。 - 担当 : ギター、コーラス - 東京都八丈島出身 - アコースティックユニット「MIZ」のメンバー。 |
| 竹田 綾子 （たけだ あやこ）       | - 3月25日生まれ。 - 担当 : ベース、コーラス                                                                        |
| 柳澤 豊 （やなぎさわ ゆたか）     | - 担当 : ドラムス、コーラス                                                                                        |

MONO NO AWAREの楽曲は、玉置の発想で核が提案され、各パート毎に意見を出し合って制作されている。

## 来歴
2013年に結成。
2015年に現体制となった。
2016年「FUJI ROCK FESTIVAL19 ROOKIE A GO GO」に出演し、メインステージ出演権を得た。その後、2017年、2021年に出演。
2017年3月2日にデビュー・アルバム『人生、山おり谷おり』をリリース、同作に収録の楽曲「me to me」がアニメ「世界の闇図鑑」エンディングテーマに起用される。同年12月に自主制作E.P.「舟」をリリース。
2019年4月3日にリリースされたシングル「A・I・A・O・U」は映画『沈没家族 劇場版』、2020年9月9日にリリースされたシングル「ゾッコン」はアニメ映画『海辺のエトランゼ』のためにそれぞれ書き下ろされた楽曲となっている。
2024年6月5日、約3年ぶりとなる通算5枚目のアルバム『ザ・ビュッフェ』をリリース。本作は「食」をテーマに、文化や習慣の違い、多様性との向き合い方を表現している。収録曲には、BS-TBSドラマ『シェアするラ！インスタントラーメンアレンジ部はじめました。』のエンディング主題歌「味見」、テレビ東京系乳幼児向け番組『シナぷしゅ』4月のつきうた「もうけもん」、2023年リリースのシングル「風の向きが変わって」など全12曲を収録。初回限定BOXには、カメラマン・マスダレンゾによる撮り下ろしフォトブック、ポスター、リリックペーパー等が付属する特別仕様となっている。   
2025年2月19日　イギリスを代表するロックバンドのオアシスのリアムギャラガーがXで「MONO NO AWARE」とポスト。同日2:13、MONO NO AWAREの公式Xが「 LIAM GALLAGHER」とポスト。その真意は今も明らかになっていない。
2025年4月25日、MONO NO AWAREは約1年ぶりとなる新曲「花粉」を配信リリースした。この楽曲は、春の季節に感じる身体の変化を心のざわめきと重ね合わせた内容で、バンド特有の爽やかなギターサウンドが特徴である。また、同日より放送開始された「すき家 ナポリタン牛丼『ナポ牛篇』」のCMソングとして起用された。CMには石原さとみが出演している。リリックビデオは、画家・小林紗織が手がけたジャケットイラストをアニメーション化したもので、英語字幕にも対応している。
2025年、MONO NO AWAREの5枚目のアルバム『ザ・ビュッフェ』が、第8回『APPLE VINEGAR -Music Award-』の大賞を受賞した。この賞は、ASIAN KUNG-FU GENERATIONの後藤正文が2018年に設立した音楽賞で、新進気鋭のミュージシャンがキャリア初期に発表したアルバムを対象としている。同年の大賞は、MONO NO AWAREの『ザ・ビュッフェ』とDos Monosの『Dos Atomos』の2作品が選出され、バンド／グループが大賞を受賞するのは同アワード初の事例となった。選考委員は後藤正文、accobin、Licaxxx、有泉智子、mabanuaの5名で構成され、各受賞者には賞金45万円が贈呈された。  

## ディスコグラフィ

### シングル
| 発売日        | タイトル                  | 規格                   | 収録アルバム           |
| ------------- | ------------------------- | ---------------------- | ---------------------- |
| 2019年4月3日  | A・I・A・O・U             | デジタル・ダウンロード | 『かけがえのないもの』 |
| 2020年9月9日  | ゾッコン                  | デジタル・ダウンロード | 『行列のできる方舟』   |
| 2021年3月3日  | そこにあったから          | デジタル・ダウンロード | 『行列のできる方舟』   |
| 2021年7月28日 | ゾッコン/そこにあったから | 7インチシングル        | 『行列のできる方舟』   |
| 2022年4月27日 | 味見                      | デジタル・ダウンロード | 『ザ・ビュッフェ』     |
| 2023年5月17日 | およげ！たいやきくん      | デジタル・ダウンロード |                        |
| 2023年6月14日 | 風の向きが変わって        | デジタル・ダウンロード | 『ザ・ビュッフェ』     |
| 2024年2月14日 | アングル                  | デジタル・ダウンロード | 『ザ・ビュッフェ』     |
| 2024年4月1日  | もうけもん                | デジタル・ダウンロード | 『ザ・ビュッフェ』     |
| 2024年5月15日 | 同釜                      | デジタル・ダウンロード | 『ザ・ビュッフェ』     |
| 2025年4月25日 | 花粉                      | デジタル・ダウンロード |                        |

### MV(ミュージック・ビデオ)
| 公開日         | タイトル                      | 再生数  | 監督・アニメーター |
| -------------- | ----------------------------- | ------- | ------------------ |
| 2015年12月15日 | 『me to me』                  | 20万回  | Soh Ideuchi        |
| 2020年9月28日  | 『井戸育ち』                  | 7.2万回 | MONO NO AWARE      |
| 2020年9月28日  | 『マンマミーヤ！』            | 8.5万回 | 玉置周啓           |
| 2020年9月28日  | 『イワンコッチャナイ』        | 11万回  | 黒柳勝喜           |
| 2018年7月17日  | 『東京』                      | 67万回  | 黒柳勝喜           |
| 2018年9月11日  | 『轟々雷音』                  | 35万回  | 加藤マニ           |
| 2019年4月5日   | 『A・I・A・O・U』             | 15万回  | 元/玉置周啓        |
| 2019年10月4日  | 「かむかもしかもにどもかも!』 | 89万回  | 加藤マニ           |
| 2019年10月18日 | 『言葉がなかったら』          | 45万回  | 山田健人           |
| 2020年10月15日 | 『ゾッコン』                  | 76万回  | Yohei Haga         |
| 2021年3月3日   | 『そこにあったから』          | 21万回  | 黒柳勝喜           |
| 2021年5月19日  | 『LOVE LOVE』                 | 10万回  | くつわ             |
| 2021年6月9日   | 『異邦人』                    | 11万回  | 奥田昌輝           |
| 2021年7月21日  | 『孤独になってみたい』        | 9.5万回 | GROUPN             |
| 2022年1月28日  | 『まほろば』                  | 2.6万回 | Julie de Halleux   |
| 2022年5月16日  | 『味見』                      | 2.9万回 | Chou Yi            |
| 2023年5月17日  | 『およげ!たいやきくん』       | 2万回   | ソーシキ博士       |
| 2023年7月7日   | 『風の向きが変わって』        | 7.3万回 | GROUPN             |

## MIZ
MIZ（ミズ）は、日本の2人組アコースティック・ユニット。MONO NO AWAREの玉置周啓、加藤成順によって2016年に結成された。

### ディスコグラフィ

#### シングル
| 発売日         | タイトル                              | 規格            | 収録アルバム                     |
| -------------- | ------------------------------------- | --------------- | -------------------------------- |
| 2018年3月31日  | パジャマでハイウェイ / 君に会った日は | 7インチレコード | 『Ninh Binh Brother's Homestay』 |
| 2020年4月15日  | 春 / パレード                         | 7インチレコード | 『Ninh Binh Brother's Homestay』 |
| 2020年12月23日 | Where did you go? / DUNDAN DUDAN      | カセットテープ  | 『Sundance Ranch』               |